# (37861) 1998 FA5
1998 أف أي 5 (ويعرف أيضًا باسم (37861) 1998 أف أي 5 وفق تسمية الكوكب الصغير) (بالإنجليزية: 1998 FA5)‏ هو كويكب ضمن حزام الكويكبات؛ وترتيبه 37861 من حيث الاكتشاف.
اكتُشف هذا الجُرم الفلكي بواسطة Paul G. Comba ‏ في 23 مارس 1998.

## وصلات خارجية
- (37861) 1998 FA5 في قاعدة بيانات مختبر الدفع النفاث لأجرام النظام الشمسي الصغيرة

- الاكتشاف · مخطط المدار ·  العناصر المدارية · المعلمات المادية

- (37861) 1998 FA5 على موقع ويكي سكاي: DSS2, SDSS, GALEX, IRAS, Hydrogen α, X-Ray, Astrophoto, Sky Map, Articles and images